# Eicochalcidina marginalis
Eicochalcidina marginalis är en tvåvingeart som beskrevs av Lindner 1964. Eicochalcidina marginalis ingår i släktet Eicochalcidina och familjen vapenflugor. Inga underarter finns listade i Catalogue of Life.